# Tinta Bruta
Tinta Bruta é um filme de drama brasileiro de 2018 dirigido e escrito por Marcio Reolon e Filipe Matzembacher. Estrelado por Shico Menegat e Bruno Fernandes, estreou no Festival Internacional de Cinema de Berlim em 18 de fevereiro, sendo premiado como Melhor Filme - Teddy Award e Melhor Filme pelo Júri C.I.C.A.E. No Brasil foi o grande vencedor do Festival do Rio, com os prêmios de Melhor Filme, Roteiro, Ator e Ator Coadjuvante.
Tinta Bruta foi um sucesso de crítica internacional, sendo citado em diversas listas de melhores filmes do ano e melhores filmes da década.
Em agosto de 2021 foi incluído pela Vitrine Filmes na edição limitada da caixa de DVDs Cinema Queer Vitrine com os títulos Divinas Divas e Música para Morrer de Amor, que foi lançada na loja virtual da Versátil Home Vídeo.

## Elenco
- Bruno Fernandes - Leo

## Recepção
No site agregador de críticas Rotten Tomatoes, 92% das 12 resenhas dos críticos são positivas, com uma classificação média de 83/10.
A Variety elogiou a "imagem de uma sociedade fragmentada que mal consegue fomentar conexões empáticas". O Sight & Sound sugeriu que o filme era um "sucesso potencial LGBTQ" e, embora alertando que era um filme mais solto do que outros sucessos recentes como God’s Own Country e A Fantastic Woman, chamou-o de "divertidamente imprevisível". O Screen Daily gostou da "cinematografia fluida" de Glauco Firpo dizendo que captou "a qualidade quase de conto de fadas de um menino que vive do lado de fora de sua vida, olhando para dentro".